# Divizia B 1960–1961
Divizia B 1960–1961 a fost al 21-lea sezon al celui de-al doilea nivel al sistemului de ligi ale fotbalului românesc.

## Formatul
Formatul a fost menținut la trei serii, fiecare dintre ele având 14 echipe. La sfârșitul sezonului, câștigătorii seriei au promovat în Divizia A, iar ultimele două locuri din fiecare serie au retrogradat în Campionatul Regional.

## Schimbări de echipe
| În Divizia B Promovate din Campionatul Regional Academia Militară București Arieșul Turda CFR Roșiori Chimia Govora Dinamo Săsar Dinamo Barza IS Brăila Steaua Roșie Bacău Voința Târgu Mureș Retrogradate din Divizia A Minerul Lupeni Jiul Petroșani | Din Divizia B Retrogradate în Campionatul Regional Victoria Buzău Metalul Oțelu Roșu CFR Arad Sportul Muncitoresc Radăuți Carpați Sinaia CS Târgu Mureș Promovate în Divizia A CSMS Iași Știința Timișoara Corvinul Hunedoara |

### Echipe redenumite
ASA Sibiu a fost redenumită CSM Sibiu.
CS Craiova a fost redenumit CFR Electroputere Craiova.
Gaz Metan Mediaș a fost redenumit CSM Mediaș.
IS Brăila a fost redenumit CSM Brăila.
Metalul Titanii București a fost redenumit Metalul București.
Tractorul Orașul Stalin a fost redenumit Tractorul Brașov.
Unirea Focșani a fost redenumită Rapid Focșani.

### Alte echipe
CS Târgu Mureș și Voința Târgu Mureș au fuzionat, primul fiind absorbit de cel de-al doilea. După fuziune, Voința și-a schimbat numele în Mureșul Târgu Mureș.
CFR Cluj și Rapid Cluj au fuzionat, prima fiind absorbită de cea de-a doua. Noul club a fost numit CSM Cluj.

## Clasamentele ligii

### Seria I
| Loc | Echipa                    | MJ | V  | E  | Î  | GM | GP | DG  | Pct | Promovare sau retrogradare               |
| --- | ------------------------- | -- | -- | -- | -- | -- | -- | --- | --- | ---------------------------------------- |
| 1   | Metalul Târgoviște (C, P) | 26 | 18 | 5  | 3  | 68 | 21 | +47 | 41  | Promovarea în Divizia A                  |
| 2   | Dinamo Galați             | 26 | 15 | 6  | 5  | 48 | 23 | +25 | 36  |                                          |
| 3   | Flacăra Moreni            | 26 | 12 | 6  | 8  | 44 | 39 | +5  | 30  |                                          |
| 4   | Poiana Câmpina            | 26 | 11 | 7  | 8  | 35 | 28 | +7  | 29  |                                          |
| 5   | CFR Pașcani               | 26 | 10 | 7  | 9  | 37 | 38 | −1  | 27  |                                          |
| 6   | Dinamo Suceava            | 26 | 10 | 7  | 9  | 36 | 38 | −2  | 27  |                                          |
| 7   | Brăila                    | 26 | 7  | 11 | 8  | 29 | 33 | −4  | 25  |                                          |
| 8   | SNM Constanța             | 26 | 7  | 10 | 9  | 33 | 31 | +2  | 24  |                                          |
| 9   | Foresta Fălticeni         | 26 | 9  | 6  | 11 | 33 | 43 | −10 | 24  |                                          |
| 10  | Rapid Focșani             | 26 | 9  | 5  | 12 | 37 | 42 | −5  | 23  |                                          |
| 11  | Prahova Ploiești          | 26 | 9  | 4  | 13 | 44 | 45 | −1  | 22  |                                          |
| 12  | Steaua Roșie Bacău        | 26 | 6  | 9  | 11 | 23 | 46 | −23 | 21  |                                          |
| 13  | Unirea Iași (R)           | 26 | 6  | 5  | 15 | 39 | 55 | −16 | 17  | Retrogradarea în Campionatul Districtual |
| 14  | Rulmentul Bârlad (R)      | 26 | 5  | 6  | 15 | 28 | 58 | −30 | 16  | Retrogradarea în Campionatul Districtual |

### Serie II
| Loc | Echipa                        | MJ | V  | E | Î  | GM | GP | DG  | Pct | Promovare sau retrogradare               |
| --- | ----------------------------- | -- | -- | - | -- | -- | -- | --- | --- | ---------------------------------------- |
| 1   | Dinamo Pitești (C, P)         | 26 | 17 | 4 | 5  | 60 | 24 | +36 | 38  | Promovarea în Divizia A                  |
| 2   | Știința Craiova               | 26 | 12 | 5 | 9  | 42 | 22 | +20 | 29  |                                          |
| 3   | Știința București             | 26 | 12 | 5 | 9  | 43 | 34 | +9  | 29  |                                          |
| 4   | CSM Sibiu                     | 26 | 12 | 4 | 10 | 44 | 37 | +7  | 28  |                                          |
| 5   | Tractorul Brașov              | 26 | 10 | 7 | 9  | 37 | 28 | +9  | 27  |                                          |
| 6   | Dinamo Obor București         | 26 | 9  | 9 | 8  | 37 | 29 | +8  | 27  |                                          |
| 7   | Mediaș                        | 26 | 10 | 6 | 10 | 36 | 43 | −7  | 26  |                                          |
| 8   | CFR Roșiori                   | 26 | 10 | 6 | 10 | 19 | 25 | −6  | 26  |                                          |
| 9   | Academia Militară București   | 26 | 9  | 7 | 10 | 38 | 37 | +1  | 25  |                                          |
| 10  | Metalul București             | 26 | 10 | 5 | 11 | 33 | 42 | −9  | 25  |                                          |
| 11  | Chimia Govora                 | 26 | 8  | 7 | 11 | 25 | 41 | −16 | 23  |                                          |
| 12  | Chimia Făgăraș                | 26 | 9  | 4 | 13 | 33 | 44 | −11 | 22  |                                          |
| 13  | CFR Electroputere Craiova (R) | 26 | 8  | 5 | 13 | 33 | 49 | −16 | 21  | Retrogradarea în Campionatul Districtual |
| 14  | Drobeta-Turnu Severin (R)     | 26 | 6  | 6 | 14 | 34 | 59 | −25 | 18  | Retrogradarea în Campionatul Districtual |

### Serie III
| Loc | Echipa                | MJ | V  | E | Î  | GM | GP | DG  | Pct | Promovare sau retrogradare               |
| --- | --------------------- | -- | -- | - | -- | -- | -- | --- | --- | ---------------------------------------- |
| 1   | Jiul Petroșani (C, P) | 26 | 14 | 6 | 6  | 39 | 21 | +18 | 34  | Promovarea în Divizia A                  |
| 2   | F.C. Baia Mare        | 26 | 14 | 6 | 6  | 37 | 22 | +15 | 34  |                                          |
| 3   | IS Câmpia Turzii      | 26 | 14 | 5 | 7  | 53 | 29 | +24 | 33  |                                          |
| 4   | CFR Timișoara         | 26 | 15 | 2 | 9  | 50 | 27 | +23 | 32  |                                          |
| 5   | CS Oradea             | 26 | 14 | 2 | 10 | 49 | 38 | +11 | 30  |                                          |
| 6   | Arieșul Turda         | 26 | 10 | 8 | 8  | 36 | 34 | +2  | 28  |                                          |
| 7   | Mureșul Târgu Mureș   | 26 | 10 | 7 | 9  | 39 | 33 | +6  | 27  |                                          |
| 8   | CSM Cluj              | 26 | 9  | 7 | 10 | 29 | 41 | −12 | 25  |                                          |
| 9   | Recolta Carei         | 26 | 8  | 8 | 10 | 24 | 36 | −12 | 24  |                                          |
| 10  | Dinamo Săsar          | 26 | 10 | 3 | 13 | 35 | 36 | −1  | 23  | Club dizolvat                            |
| 11  | CSM Reșița            | 26 | 8  | 7 | 11 | 27 | 39 | −12 | 23  |                                          |
| 12  | AMEF Arad             | 26 | 6  | 9 | 11 | 29 | 32 | −3  | 21  |                                          |
| 13  | Gloria Bistrița (R)   | 26 | 6  | 6 | 14 | 24 | 47 | −23 | 18  | Retrogradarea în Campionatul Districtual |
| 14  | Dinamo Barza (R)      | 26 | 4  | 4 | 18 | 26 | 62 | −36 | 12  | Retrogradarea în Campionatul Districtual |